# Pandanus pyramidalis
Espèce
Statut de conservation UICN

 CR  : 
En danger critique
Pandanus pyramidalis est un pandanus (famille des pandanaceae) endémique de l'île Maurice qui vit près des rivières du plateau central de l'île, et qui est soit en voie de disparition, soit éteint. Le dernier exemplaire vivant dans son environnement naturel a été observé en 1996. On a observé autrefois également huit individus près de la grotte Bonnefin (non loin de Curepipe) et un seul spécimen près d'une rivière de La Marie. Aucune jeune pousse n'a été observée.
Il peut atteindre une hauteur de neuf mètres. Ses feuilles peuvent mesurer de 61 à 152 cm de longueur et de 2,5 à 5 cm de largeur. Elles vont du vert foncé au vert tirant sur le gris.